# Зарайск
Зарайск (на руски: Зарайск) е град в Русия, административен център на Зарайски район, Московска област. Населението му към 1 януари 2018 е 23 120 души.